# Пи Столовой Горы b
Пи Столовой Горы b (π Men b, π Mensae b), также известная как HD 39091 b – экзопланета, находящаяся на расстоянии приблизительно 59 световых лет от Солнца, в созвездии Столовой Горы.

## Обнаружение
Планета была обнаружена в 2021 году методом лучевых скоростей на Англо-австралийском телескопе.

## Физические характеристики
Для обращения Пи Столовой Горы b вокруг родительской звезды, Пи Столовой Горы, требуется 5,72 года. Большая полуось орбиты планеты вокруг звезды составляет 3,31 а.е. Эта планета проходит через зону обитаемости звезды в периастре (1,19 а.е.), в то время как в апоастре проходит на расстоянии 5,44 а.е., примерно равном расстоянию Юпитера от Солнца.
Плоскость орбиты Пи Столовой Горы b сильно наклонена к экваториальной плоскости звезды, с наклонением, равным {\displaystyle 24\pm 4.1^{\circ }}.
В 2020 году с помощью астрометрии масса Пи Столовой Горы b была уточнена до значения {\displaystyle 14.1_{-0.4}^{+0.5}} MJ. Поскольку это больше, чем 13 масс Юпитера, объект можно было рассматривать как коричневый карлик. 
В 2022 году была опубликована новая оценка массы, которая составила {\displaystyle (12.6\pm 2.0)M_{J}}.